# Spermophilus atricapillus
Spermophilus atricapillus е вид гризач от семейство Катерицови (Sciuridae). Видът е застрашен от изчезване.

## Разпространение и местообитание
Разпространен е в Мексико (Долна Калифорния).
Обитава скалисти райони, гористи местности, пустинни области, планини, възвишения и храсталаци.

## Описание
На дължина достигат до 24,5 cm, а теглото им е около 551 g.
Популацията на вида е намаляваща.